# موريس جولد هابر
كان موريس جولد هابر (18 أبريل 1911 - 11 مايو 2011) فيزيائيًا أمريكيًا، حيث أثبت في عام 1957 (مع لي غرودزينز وأندرو سونيار) أن النيوترونات لها حلزونية سلبية.

## أنظر أيضًا
- هارتلاند سنايدر